# 新潟県立看護大学
新潟県立看護大学（にいがたけんりつかんごだいがく、英語: Niigata College of Nursing）は、新潟県上越市新南町240に本部を置く日本の公立大学。1977年創立、2002年大学設置。大学の略称は県看。

## 沿革
- 1977年 ‐ 専修学校として新潟県立中央病院附属看護専門学校開校
- 1977年 ‐ 専修学校として新潟県公衆衛生看護学校開校（新潟市水道町2-808-9）
- 1994年4月 ‐ 新潟県立看護短期大学開学
- 1997年3月 ‐ 新潟県公衆衛生看護学校閉校
- 1997年4月 ‐ 新潟県立看護短期大学専攻科(地域看護学専攻及び助産学専攻)　開設
- 2002年4月 ‐ 新潟県立看護大学開学
- 2002年4月 ‐ 附置研究所として看護研究交流センター設置
- 2005年3月 ‐ 新潟県立看護短期大学閉学(卒業生 看護学科生792名，地域看護学専攻科生350名，助産学専攻科生112名，計1254名)
- 2013年 - 公立大学法人化

## 教育及び研究

### 組織

#### 学部
- 看護学部
  - 看護学科 (定員95名[1]) - 看護師、助産師、保健師の国家試験受験資格、養護教諭2種免許の取得可能。

#### 大学院
- 看護学研究科
  - 看護学専攻博士前期課程 (定員15名)[1]
    - 研究コース[2]
    - 専門看護師コース（CNSコース）[2]
    - 助産師コース（定員4名）[2]

  - 看護学専攻博士後期課程 (定員3名)[1]
    - 看護システム・ケア開発学分野[3]
    - 臨床実践看護開発学分野[3]
    - 次世代育成看護開発学分野[3]
    - 地域包括ケア看護開発学分野[3]

#### 附属機関
- 看護研究交流センター(付置研究所）
- 付属図書館

## 大学関係者

### 学長・学長経験者
- 渡邉隆 - 上越教育大学学長であった。2008年の学長選挙に、清水徹（イオンド大学学長）、菰田二一（埼玉医科大学教授）、小池澄男（東京家政学院大学教授）、柴田博（桜美林大学教授）とともに立候補した。渡邉は看護大学内から推薦を受けており、他の4人は公募での立候補であった[4]。

### 教員
- 教授 関谷伸一

## 交通アクセス
- えちごトキめき鉄道妙高はねうまライン「高田駅」からバスで約13分[5]
- 北陸新幹線・えちごトキめき鉄道妙高はねうまライン「上越妙高駅」からバスで約25分[5]

## 対外関係

### 他大学との協定

#### 国外
- ベトナム ホーチミン医科薬科大学（国際交流協定）[6]
- ニュージーランド クライストチャーチ工科大学（国際交流協定）[6]

### 団体等との協定

#### 国外
- ベトナム 国立クイホアハンセン病皮膚科病院（国際交流協定）[6]